# Égothèle affin
Aegotheles affinis
Espèce
Statut de conservation UICN

 DD  : Données insuffisantes
L'Égothèle affin (Aegotheles affinis) est une espèce d'oiseaux de la famille des Aegothelidae.

## Répartition
Cette espèce vit en Nouvelle-Guinée occidentale.